# Красненська сільська рада (Молодечненський район)
Красненська сільська рада (біл. Красьненскі сельсавет) — адміністративно-територіальна одиниця в складі Молодечненського району розташована в Мінській області Білорусі. Адміністративний центр — Красне.
Красненська сільська рада розташована на межі центральної Білорусі, у західній частині Мінської області орієнтовне розташування — супутникові знимки [Архівовано 25 серпня 2011 у WebCite], на південний схід від Молодечного.
До складу сільради входять 29 населених пунктів:
- Абремовщина • Бояри • Видівщина • Вовківщина • Гірди • Грунтишки • Івки • Івонцевичі • Козли • Колошівщина • Кончани • Костюшки • Красне • Красівщина • Кромівщина • Лосі • Малашки • Малі Кошевники • Мозолі • Плебань • Раївка • Ракутівщина • Рев'яки • Свічки • Суринти • Суходільщина • Татарщина • Уланівщина • Уша • Левушівщина • Пронцевичі.